# Monreberg
De Monreberg is een heuveltop van 68 meter hoogte in de gemeente Kalkar in Duitsland. Op deze berg die deel uitmaakt van de Nederrijnse Heuvelrug bevond zich vroeger het kasteel Burg Monterberg. 
Over de heuvelrug, ten zuiden van deze top, loopt de Römerstraße. Ten noorden ervan, in de riviervlakte van de Rijn, loopt de Xantener Straße. Parallel daaraan liep vroeger ook een traject van de spoorlijn Kleve-Xanten. 
Op de top van de berg staan zendmasten, enkele woningen en boerderijen met bijgebouwen. Over een glooiende weide heeft men uitzicht op Kalkar. De noordoosthelling van de heuvel is begroeid met gemengd bos en beukenbos. Er zijn een paar holle wegen, die als wandelpaden toegankelijk zijn. 
Het hele terrein valt binnen landschappelijk beschermd gebied LSG VO Kleve. In de omgeving staan meerdere oude bomen, waaronder een zomereik, die zijn aangemerkt als natuurmonument van Kalkar. Aan de voet van de heuvel staat een bouwkundig monument, een Nederrijns hallenhuisboerderijtje.

## Afbeeldingen

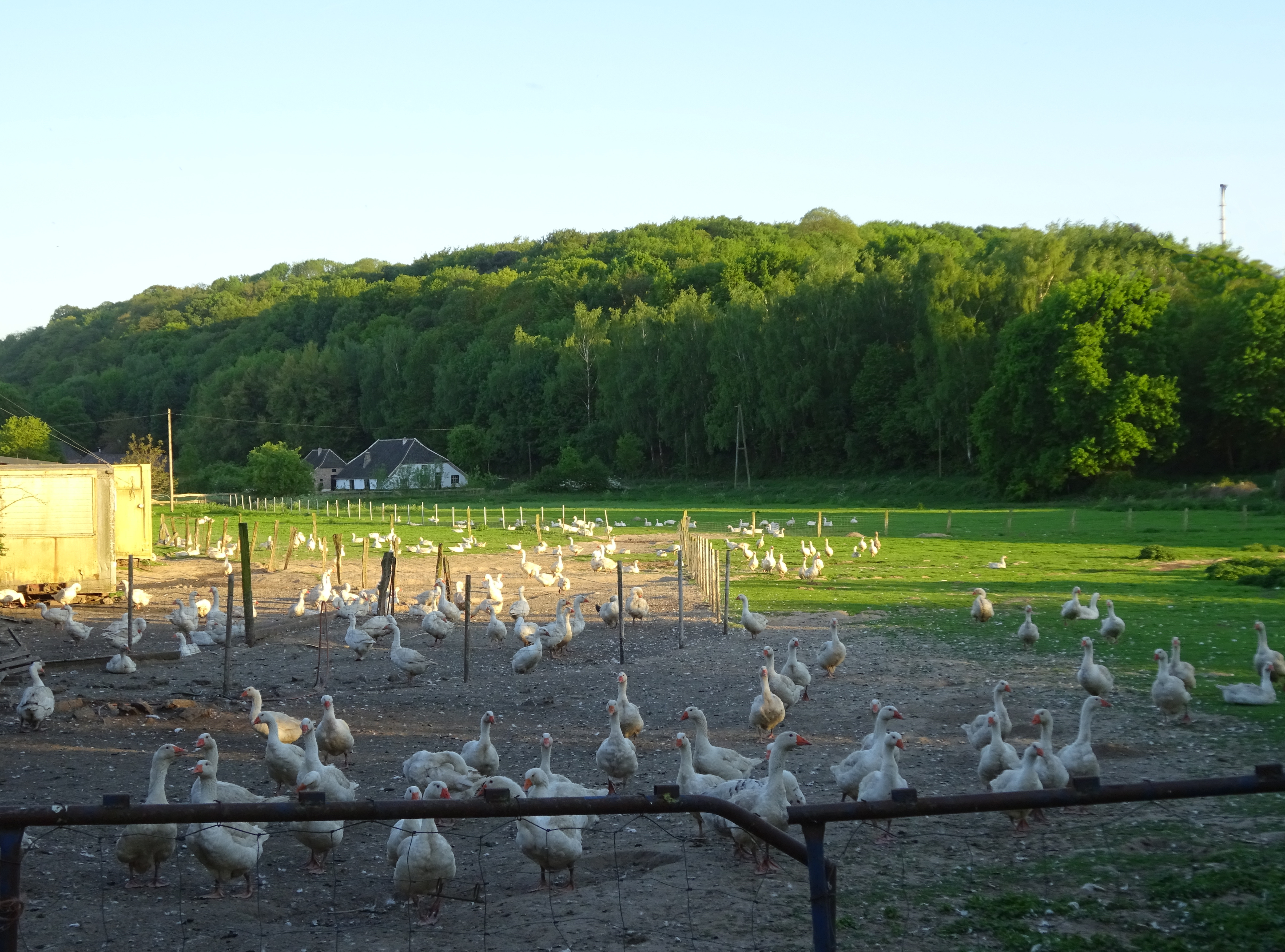
Silhouet van de Monreberg
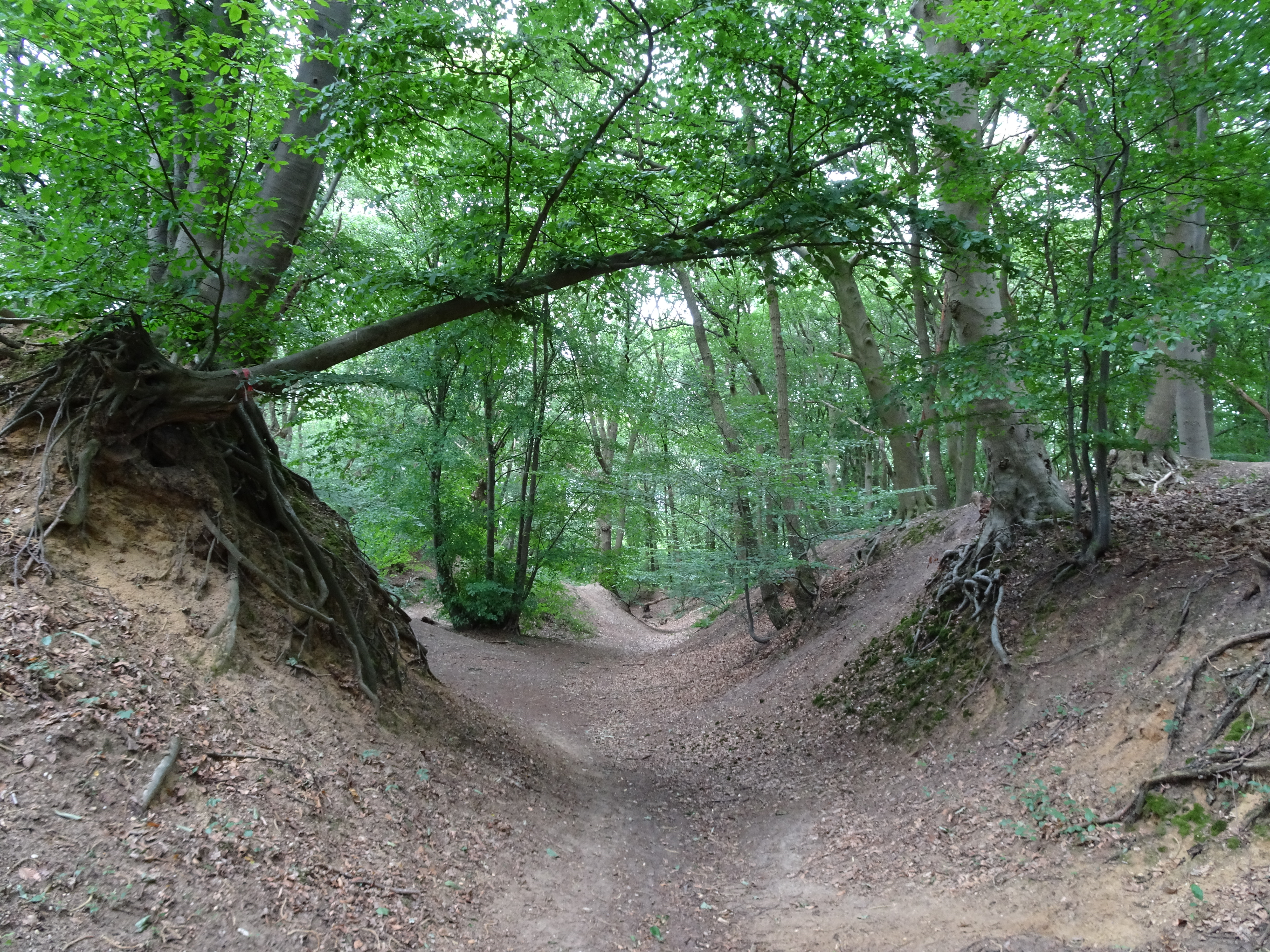
Bospad, holle weg
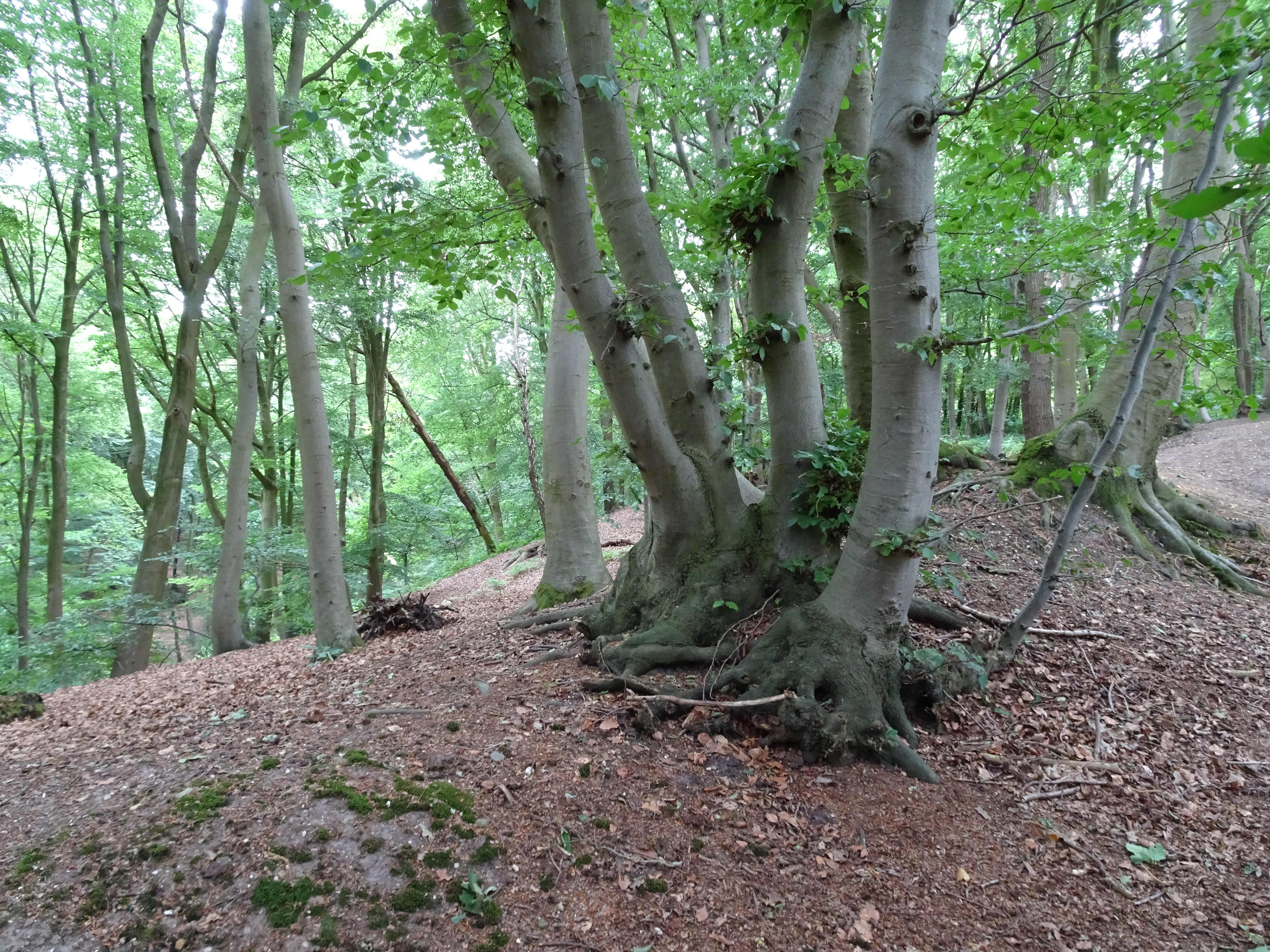
Beukenbos
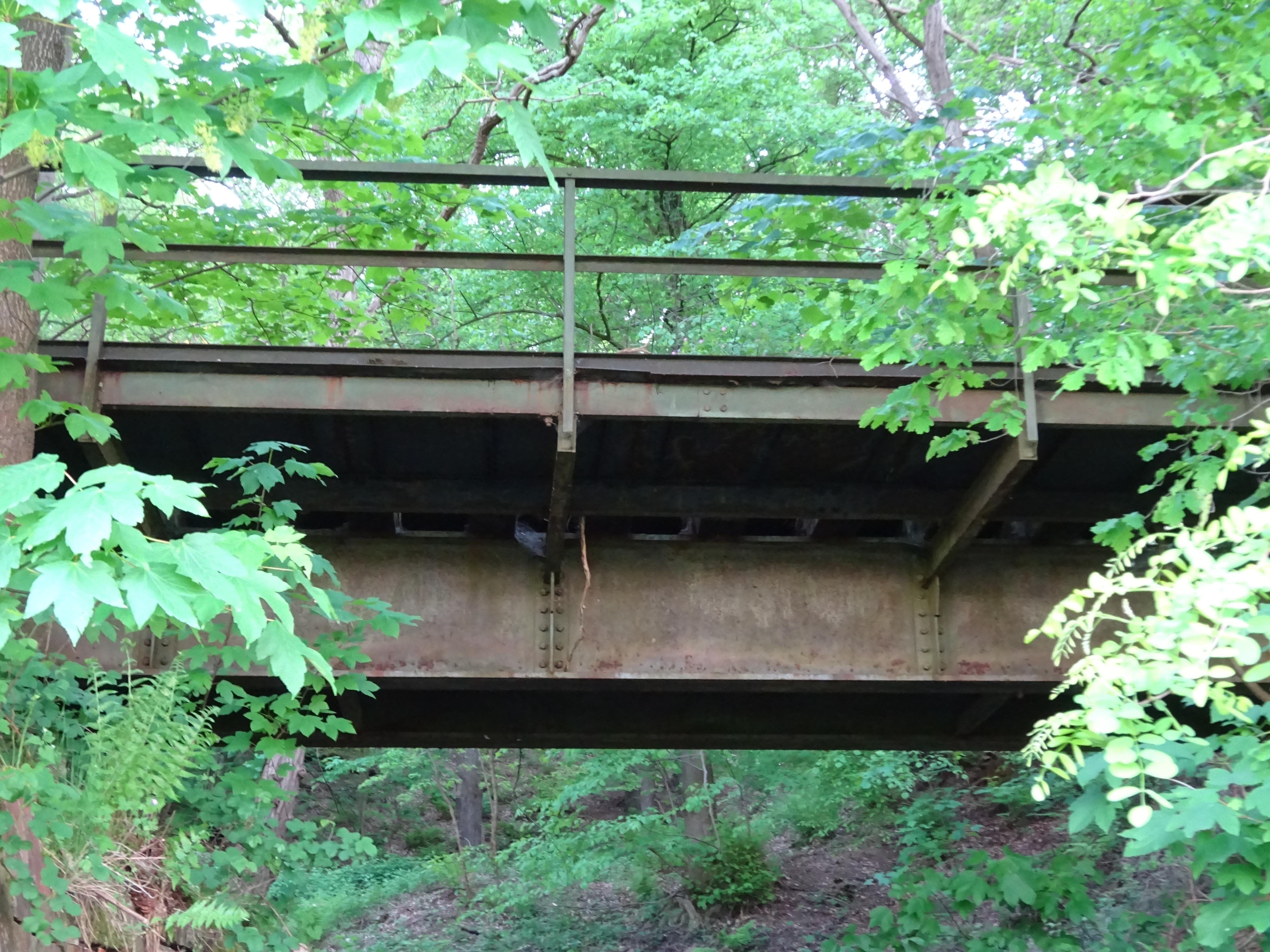
Brug spoorlijn Kleve-Xanten
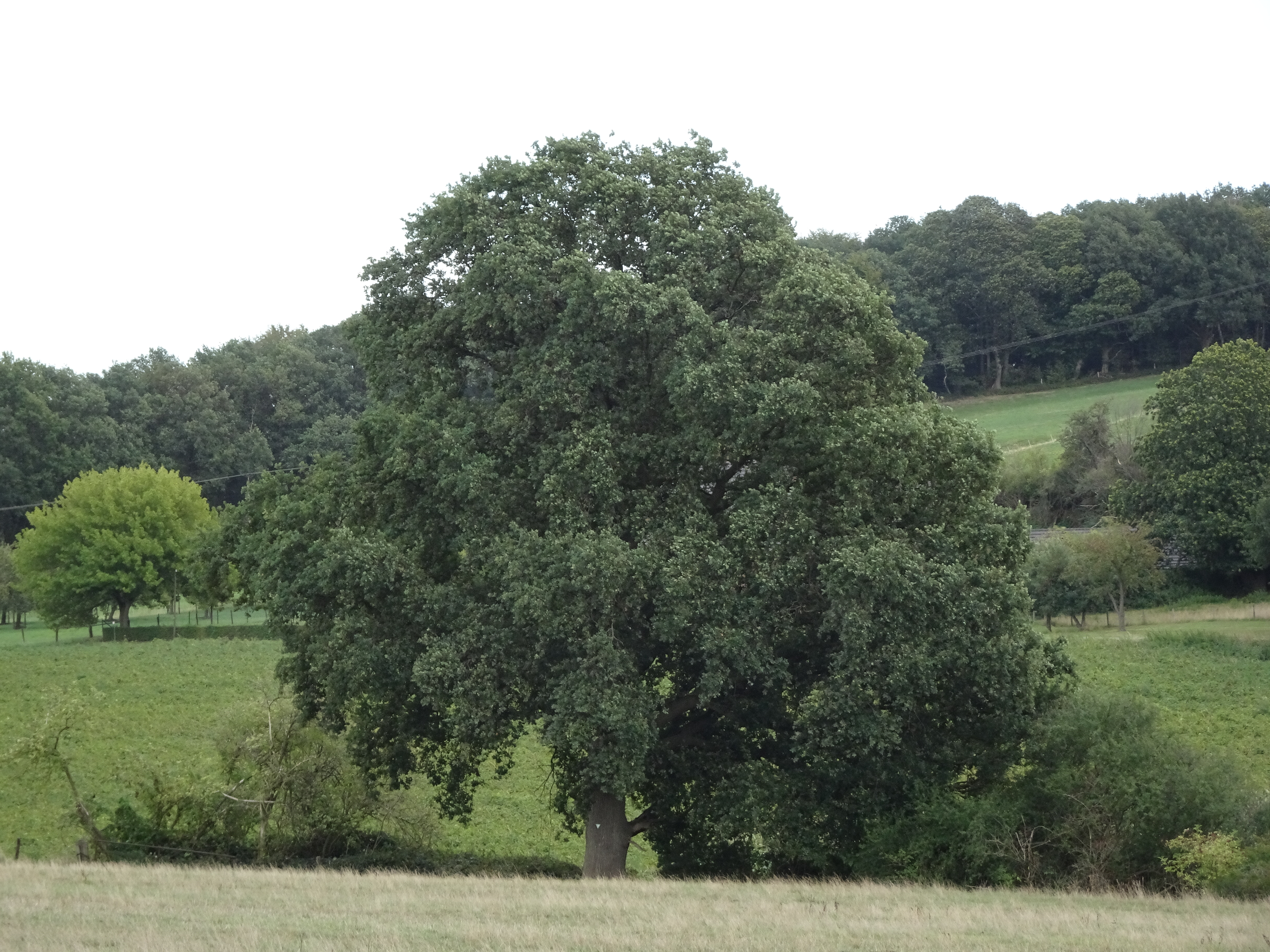
Zomereik, Ginsterweg
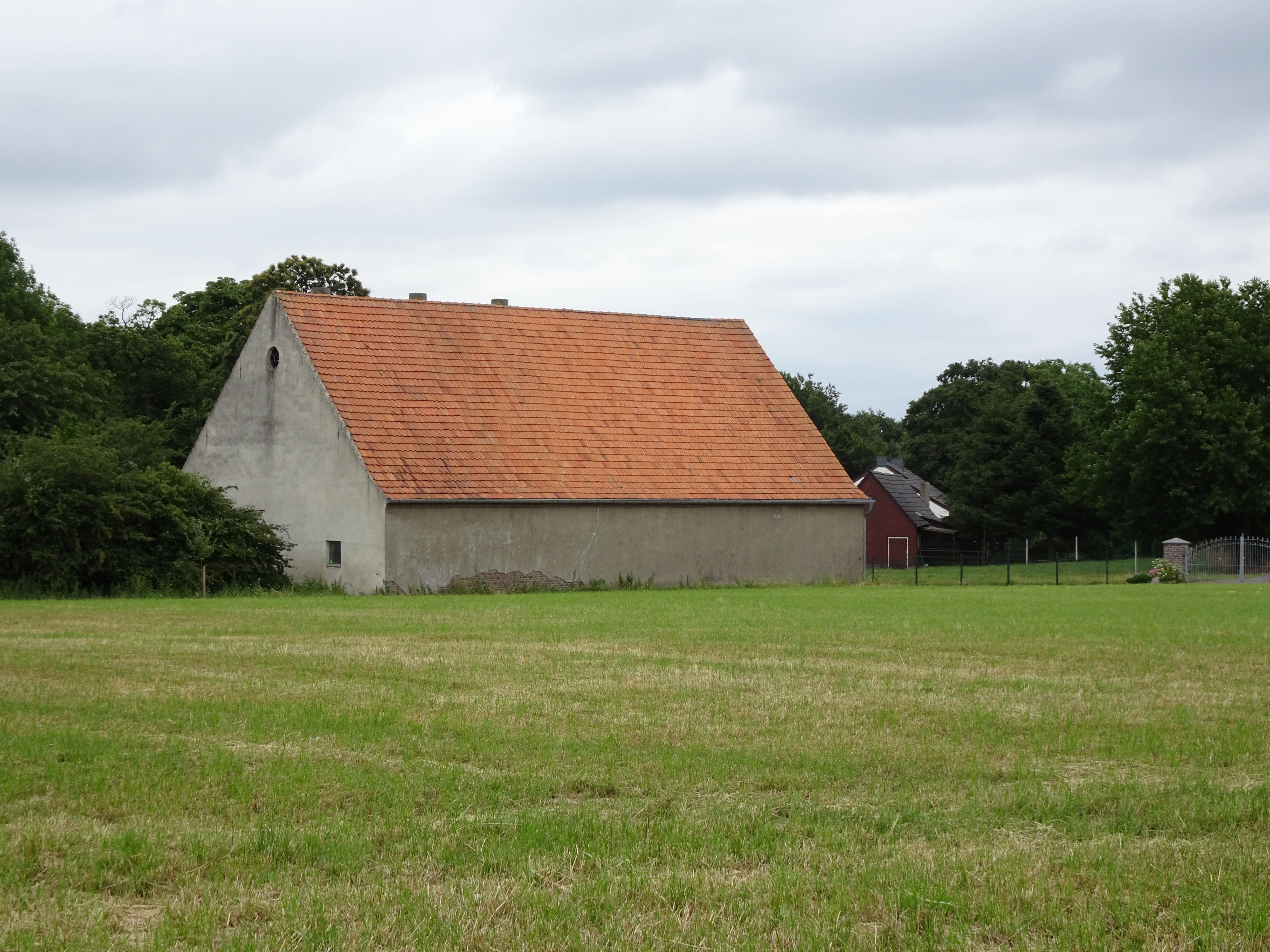
Schuur op de berg